# Crni Vrh (gmina Berane)
Crni Vrh (cyr. Црни Врх) – wieś w Czarnogórze, w gminie Berane. W 2011 roku liczyła 79 mieszkańców.